# Kuroșanî, Tokmak
Kuroșanî (în ucraineană Курошани) este un sat în comuna Novomîkolaiivka din raionul Tokmak, regiunea Zaporijjea, Ucraina.

## Demografie
Componența lingvistică a localității Kuroșanî
     Ucraineană (87,99%)
     Rusă (11,23%)
     Alte limbi (0,78%)
Conform recensământului din 2001, majoritatea populației localității Kuroșanî era vorbitoare de ucraineană (87,99%), existând în minoritate și vorbitori de rusă (11,23%).